# Алексеев, Дмитрий Ларионович
Дмитрий Ларионович Алексеев — действительный статский советник, Екатеринославский губернский предводитель дворянства (1808—1829); арестовывался по делу декабристов.

## Биография
Его отец — гвардейский полковник Илларион Спиридонович Алексеев (1744—1798), кавказский, новгород-северский и псковский губернатор.
В службе состоял с 1782 года; с 1 января 1795 года — премьер-майор. На гражданской службе: в 1814—1822 годах — коллежский советник.
Д. Л. Алексеев вместе с братом Степаном был членом Полтавской масонской ложи декабриста М. Н. Новикова «Любовь к истине» (1818—1819), что повлекло арест братьев по делу декабристов. В частности, по делу Малороссийского тайного общества. Приказ об аресте — 18 января 1826 года, арестован — 4 февраля, привезён в Петербург из Екатеринослава — 19 февраля. Следствием установлено, что членом тайных обществ декабристов не был. По высочайшему повелению был освобождён с оправдательным аттестатом в марте 1826 года.
Впоследствии, он получил чин действительного статского советника.
Д. Л. Алексеев был одним из наиболее богатых помещиков Екатеринославской губернии: от отца унаследовал усадьбу Котовка; владел более 12 тысячами десятин земли и 2 тысячами крепостных. По данным 1848 года при экономии поместья действовали винокуренный, пивоваренный и два кирпичных завода.
В 1809 году — корреспондент Вольного экономического общества, сотрудничал в записках этого общества. Был членом Московского общества сельского хозяйства. Он имел звание доктора Оксфордского университета.
Умер в своём имении Котовка Новомосковского уезда Екатеринославской губернии.

### Семья
Был женат на дочери екатеринославского губернатора И. Я. Селецкого — Варваре Ивановне. Их дети:
- Анна
- Елена
- Анастасия
- Пётр; в 1829 году женился на Варваре Ильиничне Запорожской — дочери полтавского помещика. Их сын Георгий Петрович — екатеринославский губернский предводитель дворянства (1874—1886), с которого писался И. Е. Репиным образ могучего казака, сидящего на бочке спиной к зрителю на картине «Запорожцы».